# Infiniti Q70
Infiniti M — седани, що виробляються фірмою Infiniti з 1990 року. З 2014 року отримав назву Infiniti Q70.

## Infiniti M30 (1990—1992)

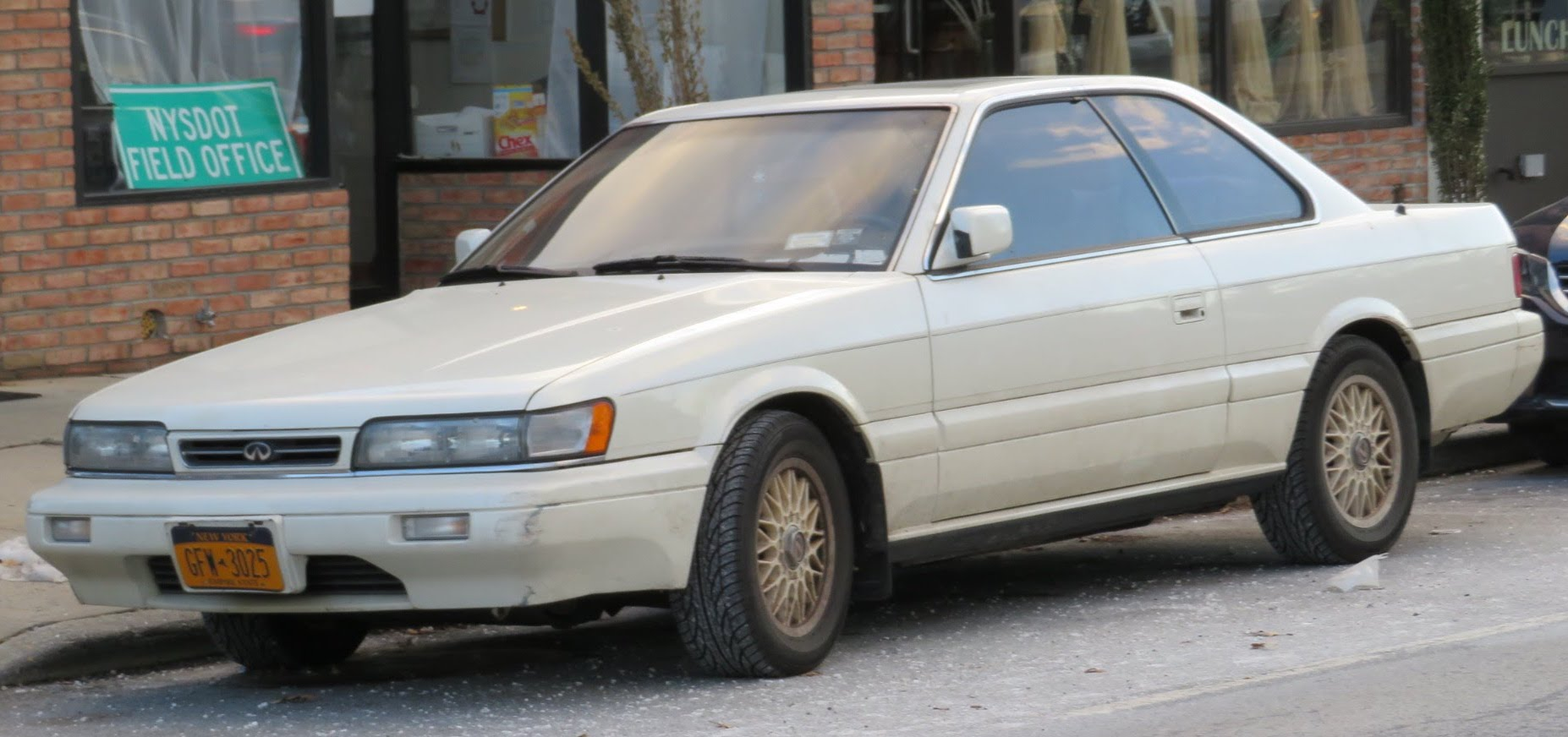
Infiniti M30

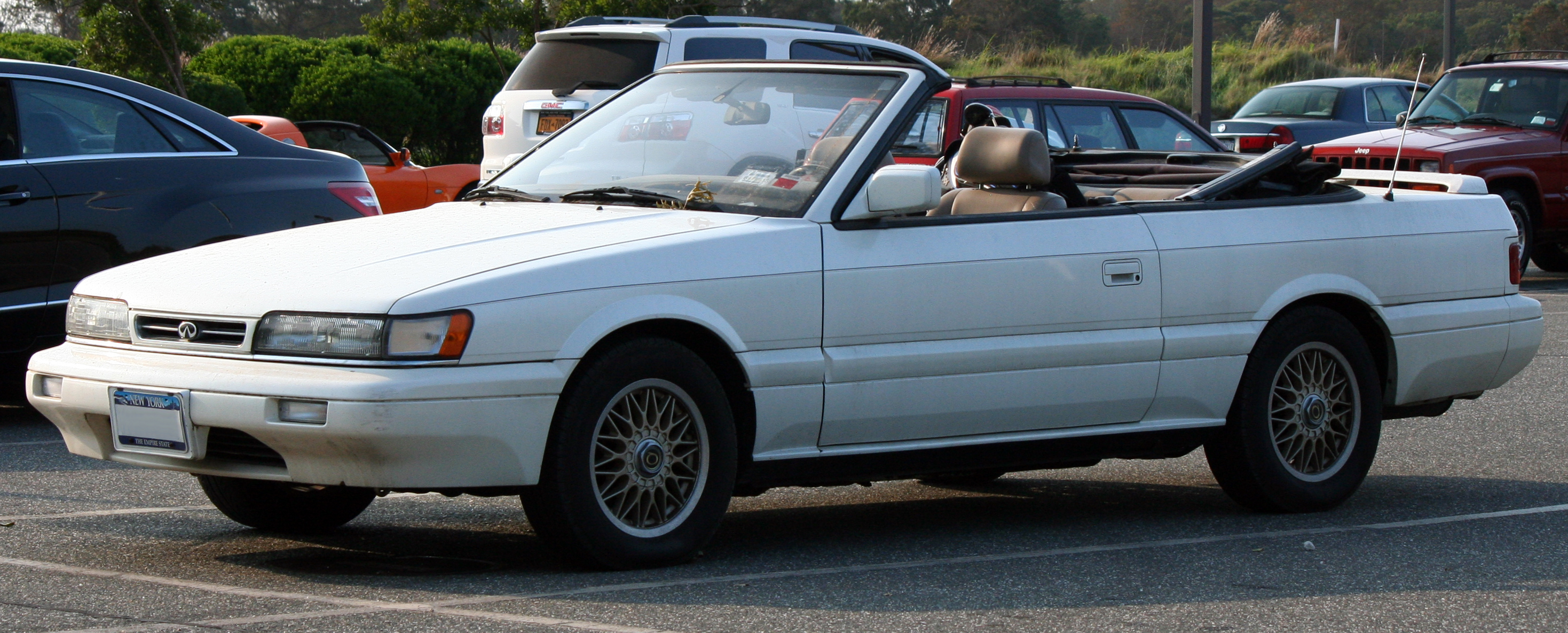
Infiniti M30

Перший Infiniti з літерою М з'явився в 1990 році і випускався тільки в двухдверних кузовах купе і кабріолета. Модель М30 являла собою перелицьований Nissan Leopard і комплектувалася двигуном V6 3,0 л потужністю 162 к.с. з чотириступінчастою автоматичною коробкою. Автомобілі виготовляли менше двох років.

### Двигун
- 3.0 л VG30E V6 162 к.с.

## Перше покоління Y34 (2003—2005)

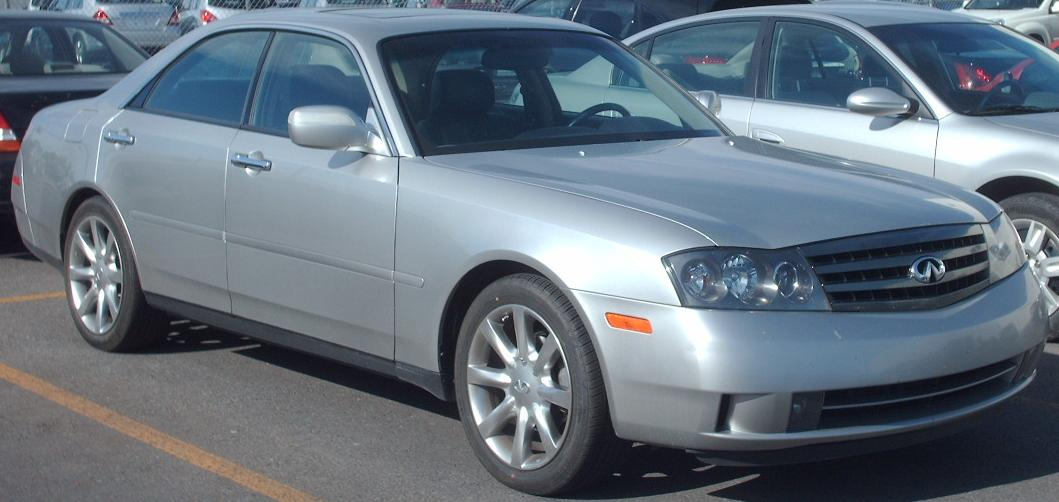
Infiniti M 1

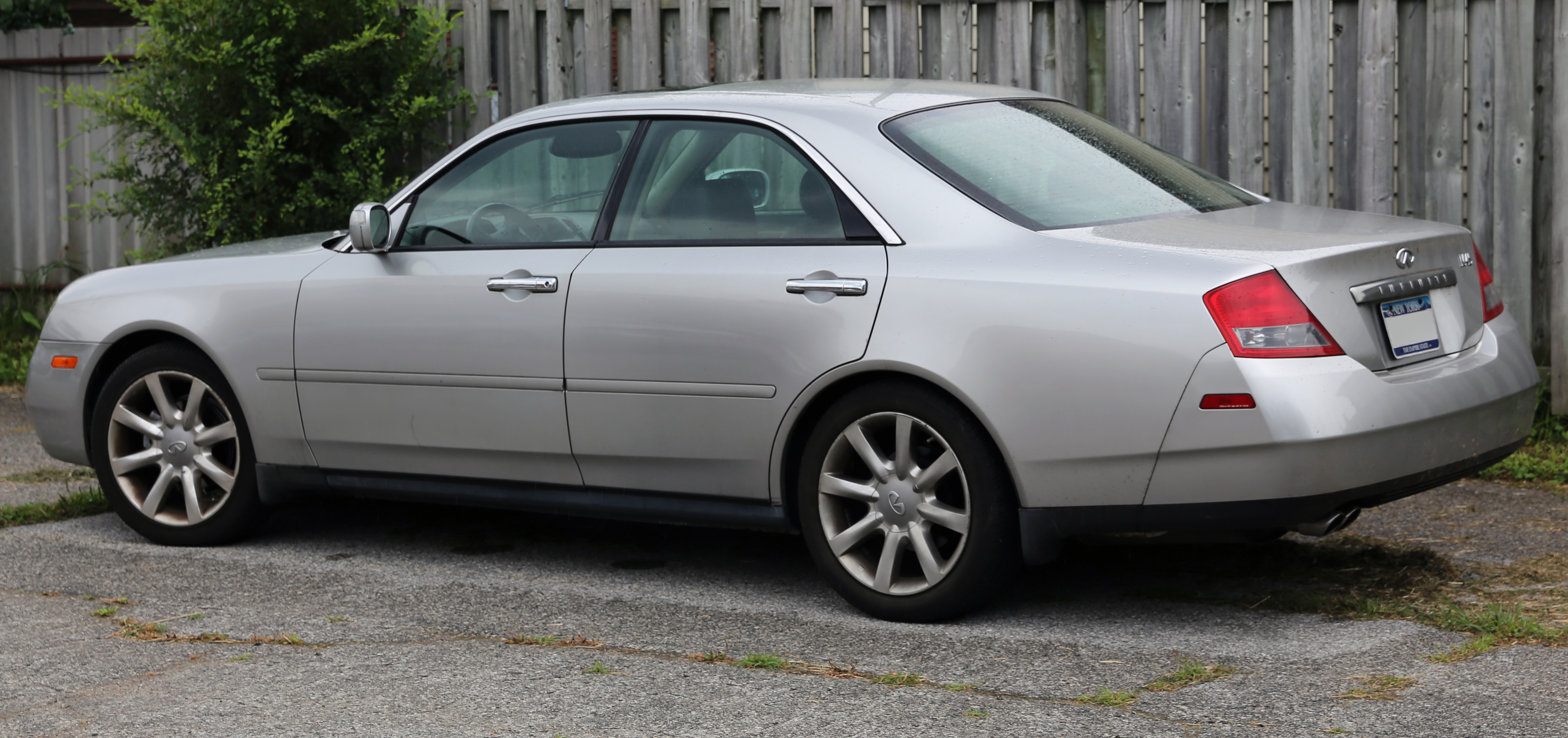

Задньопривідний седан Infiniti M першого покоління (тип Y34) випускався з 2003 по 2005 рік. В основі автомобіля лежав перевірений часом Nissan Cedric зразка 1998 року. Крім нових шильдиків, облагородженої зовнішності та інтер'єру модель отримала V8 від флагманського седана Q45 віддачею 340 к.с. Інших моторів для М45 не пропонувалося. Автомобіль комплектувався п'ятиступінчастим «автоматом».

### Двигун
- 4.5L VK45DE V8 340 к.с.

## Друге покоління Y50 (2005—2010)

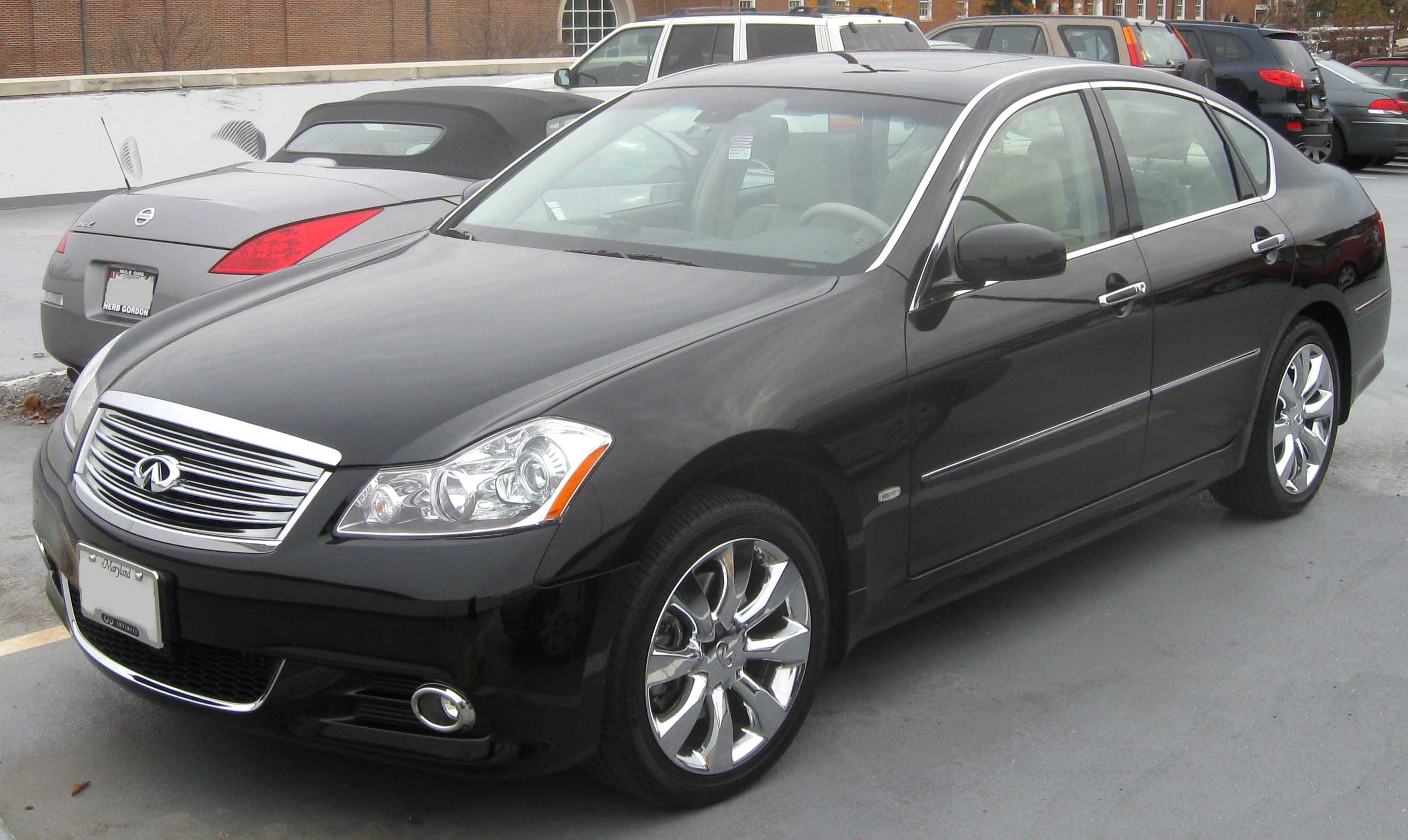
Infiniti M 2 (2007—2010)

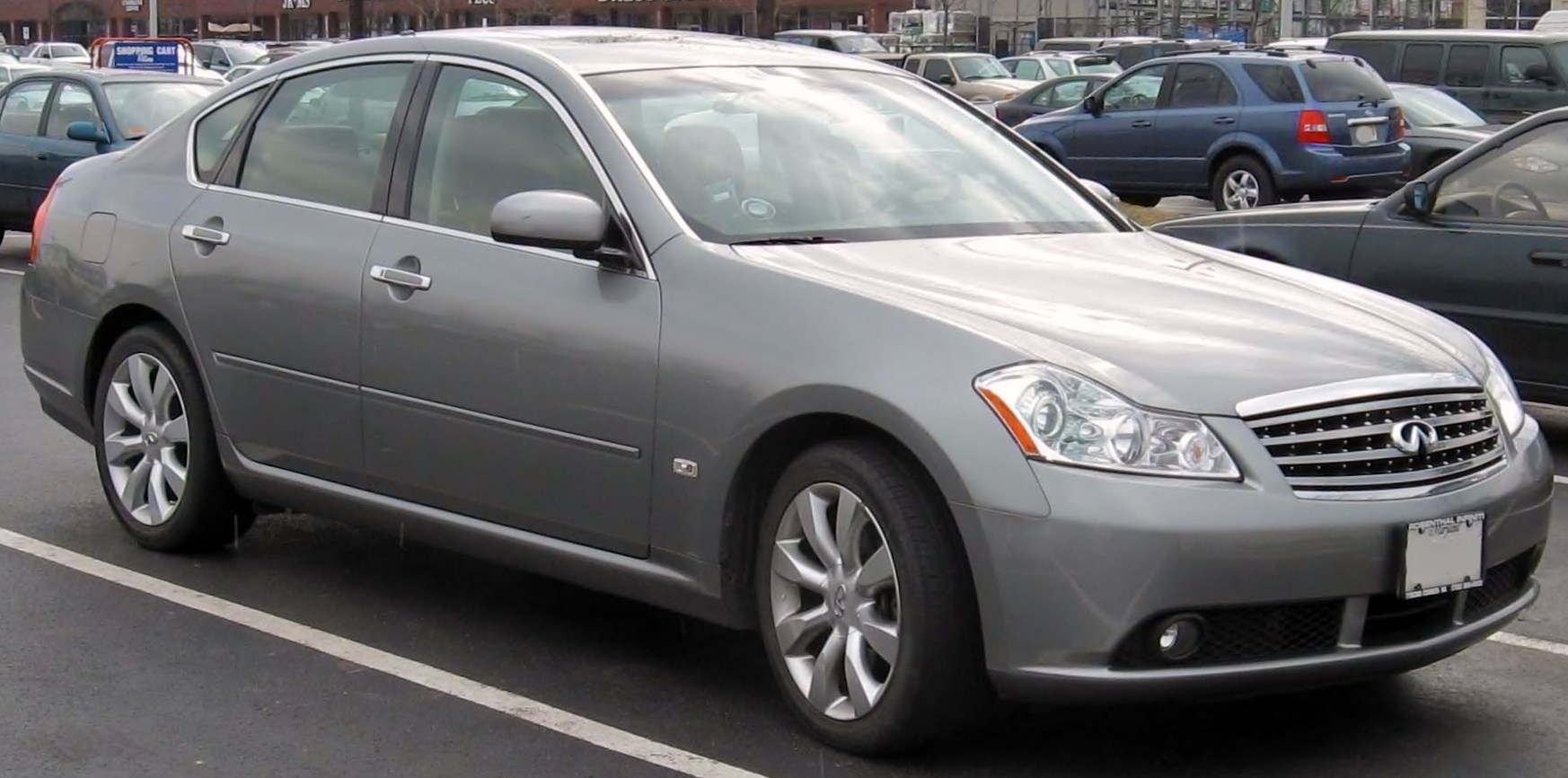
Infiniti M 2 (2005—2007)

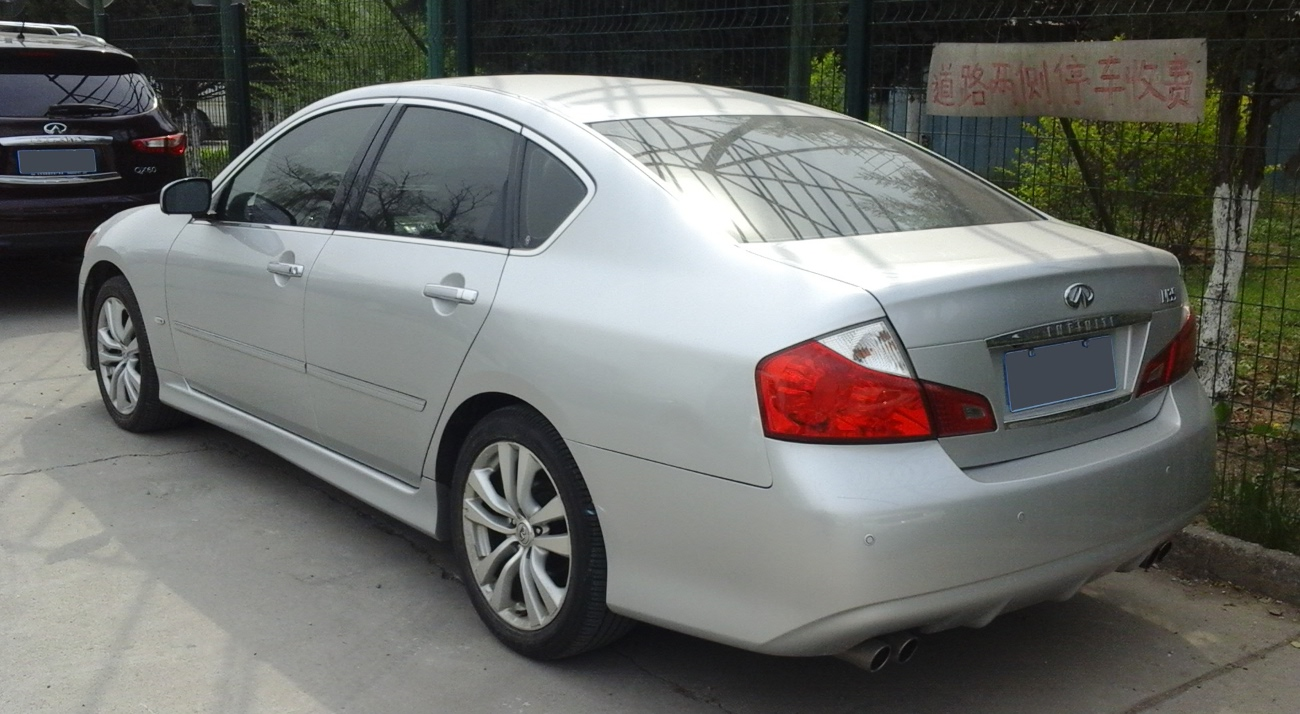

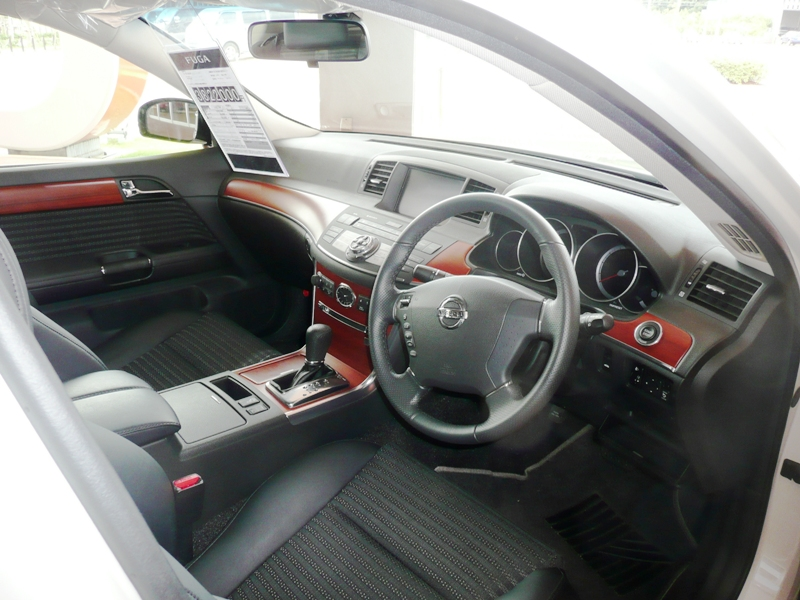

Infiniti M другого покоління (тип Y50) в передсерійним варіанті був показаний американцям на автосалоні в Детройті в 2005 році. Через півроку почався випуск товарних машин, які представляли собою перелицьовані седани Nissan Fuga для японського ринку, що продаються на островах ще з 2004 року. За океаном «емка» була доступна з двома типами бензинових двигунів. Базова М35, просунута М35 Sport із заниженою підвіскою і повнопривідна М35х оснащувалися 280-сильною V6 об'ємом 3.5 л. Двом задньопривідним топ-моделям М45 і М45 Sport надавався мотор V8 об'ємом 4,5 віддачею 335 сил. І ті й інші комплектувалися п'ятиступінчастим «автоматом». Для Європи пропонували інші «емки» — з сучаснішими 310-сильними моторами об'ємом 3.7 літра і семиступінчастою автоматичною коробками.
В кінці 2007 року модель модернізували, зміни торкнулися зовнішнього вигляду та оформлення салону.

### Двигуни
- 3.5 л VQ35DE V6 280 к.с.
- 3.5 л VQ35HR V6 303 к.с.
- 4.5 л VK45DE V8 335 к.с.

## Третє покоління Y51 (2010—2019)

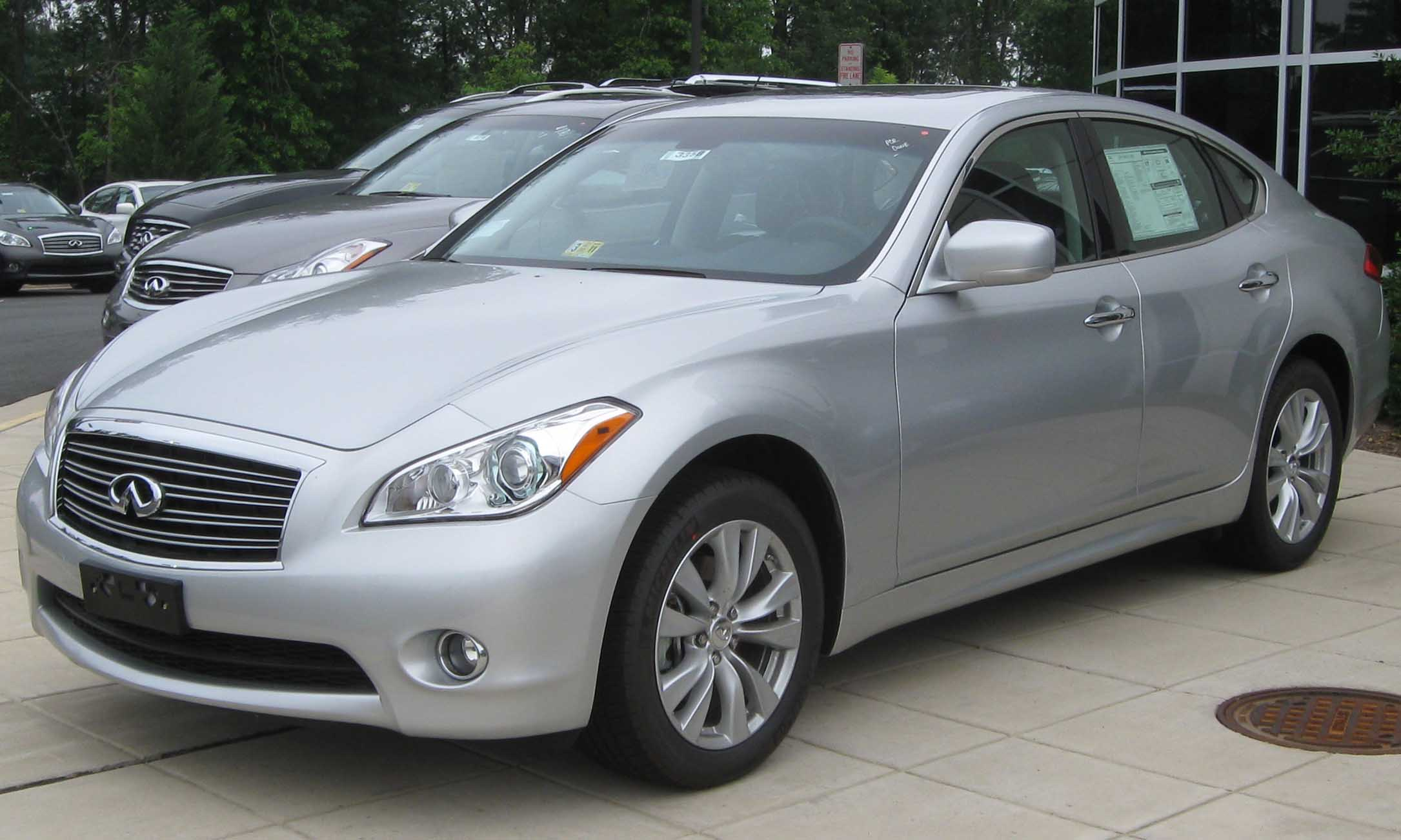
Infiniti M 3 (2010—2014)

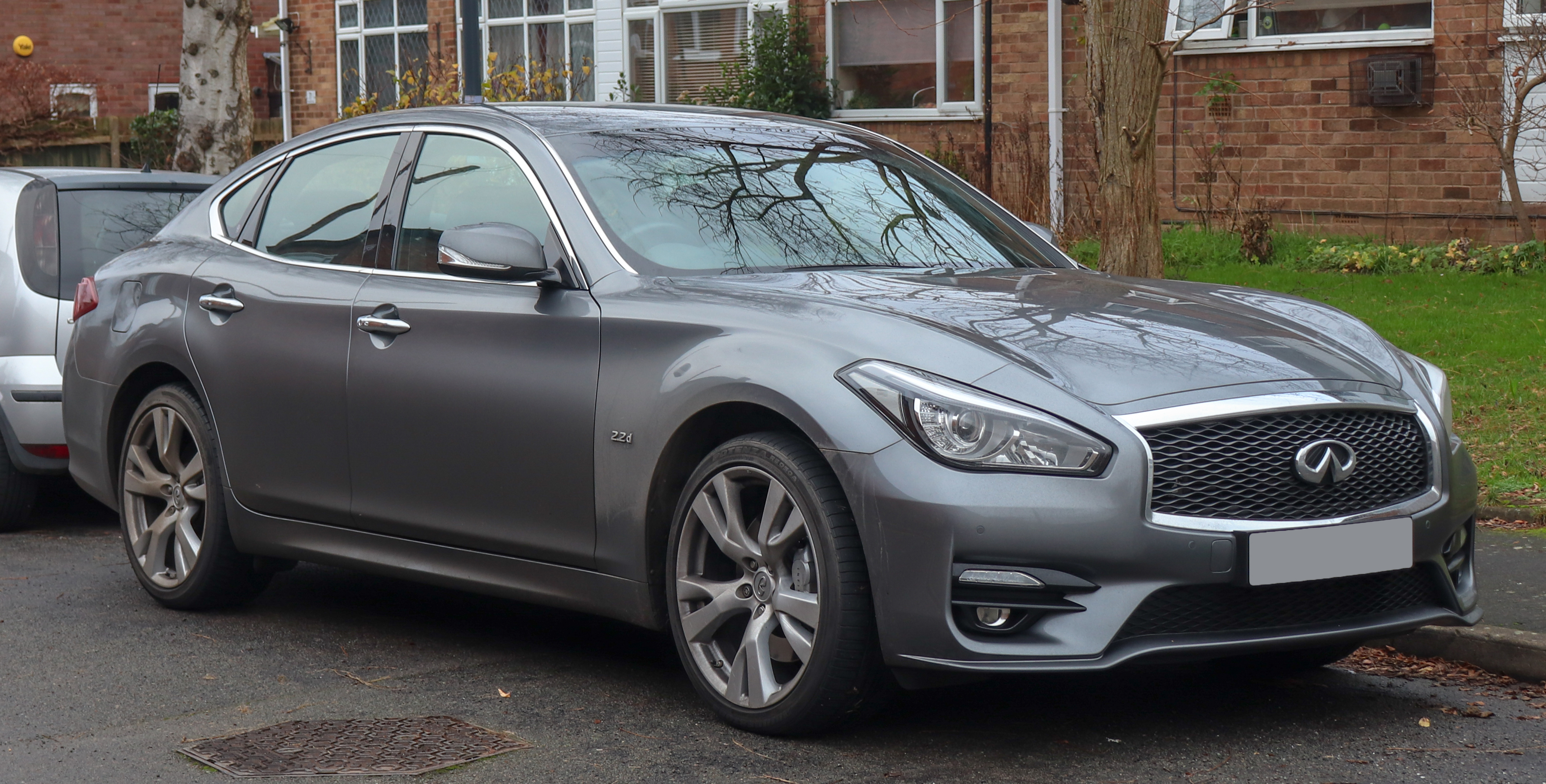
Infiniti Q70 (з 2014)

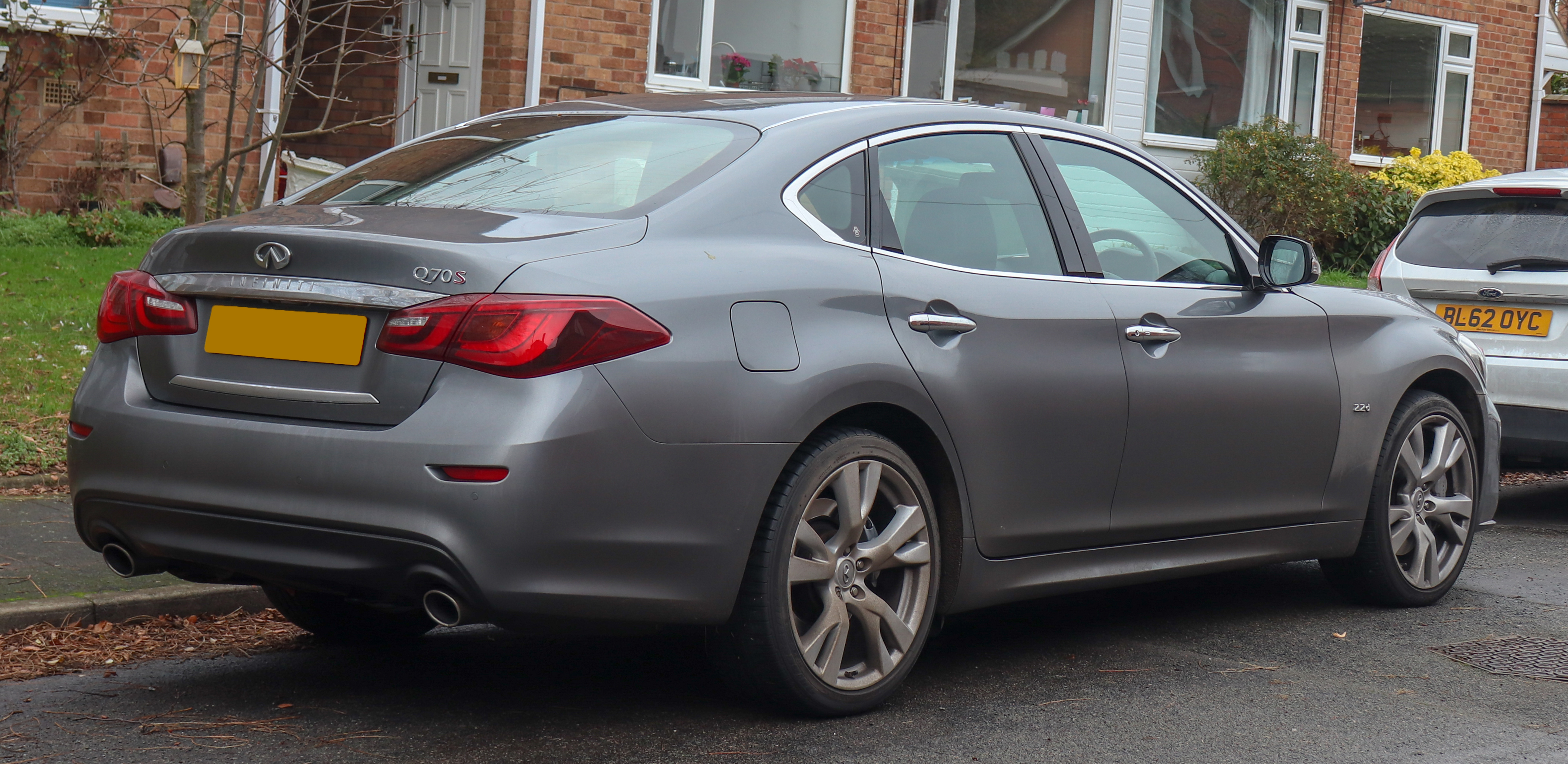
Infiniti Q70 (з 2014)

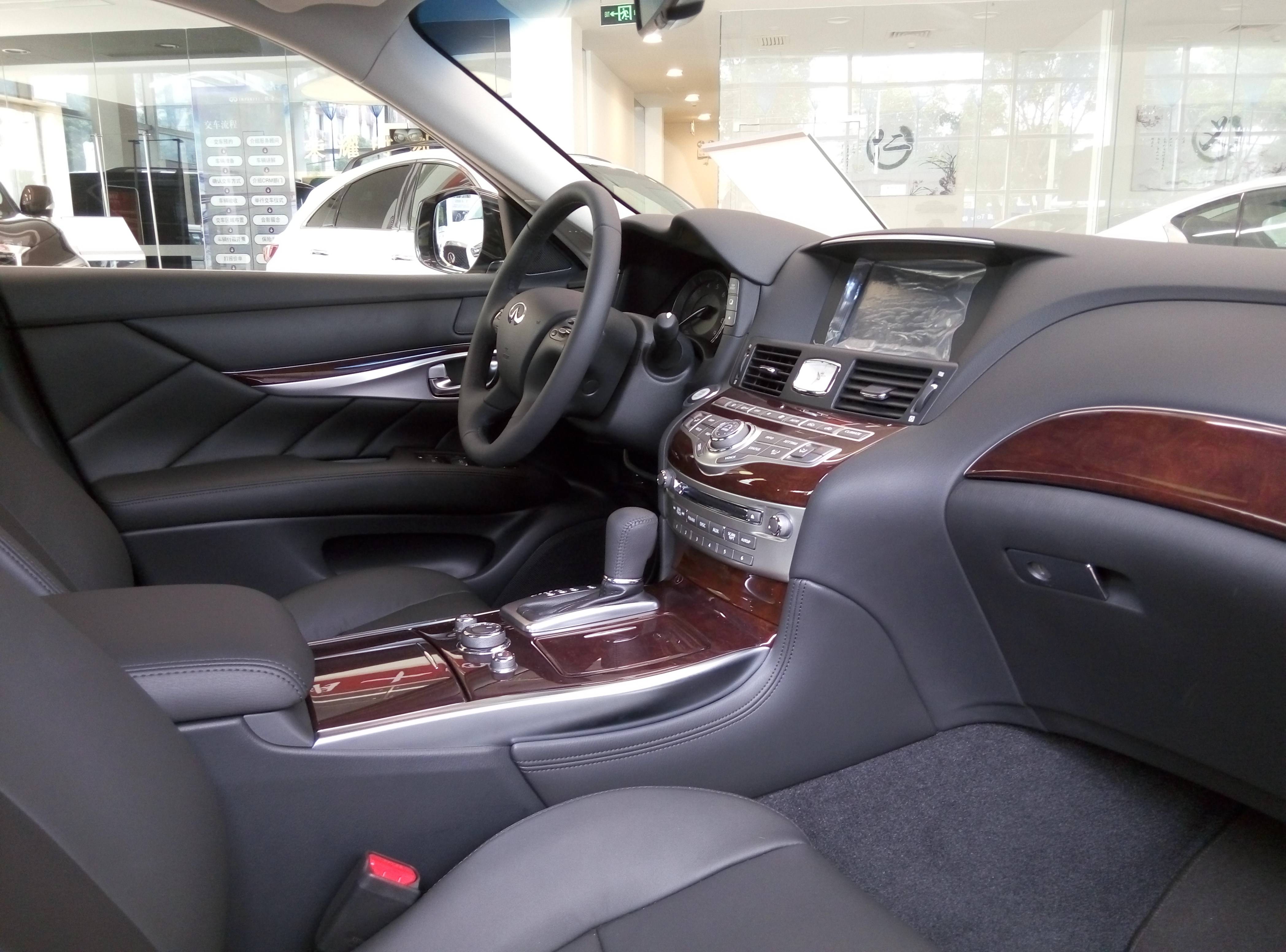

У 2010 році представлене нове покоління моделі Infiniti M (Y51). Оновлена модель додала 45 мм у довжину, 50 мм в ширину і стала нижчою на 9 мм. Авто пофарбоване спеціальною фарбою ASAP, яка чинить опір дрібним пошкодженням. Автомобіль отримав безліч електронних систем, таких, як активний круїз-контроль, система стеження за розміткою, система запобігання випадковим перестроюванням і повністю кероване шасі з активним кермом і задніми керованими колесами.
З 2014 року називається Infiniti Q70.

### Базове оснащення
Стандартна комплектація Infiniti M представлена:
- шістьма подушками безпеки;
- шкіряною обшивкою салону;
- клімат-контролем;
- електроприводом передніх сидінь;
- парктроніком;
- ксеноновими фарами.

Також для цієї моделі доступно кілька пакетів опцій. Пакет «Hi-Tech» має у своєму складі: систему регулювання дистанції до машини попереду, системи контролю смуги руху. Пакет «Sport» передбачає: комплектацію спортивною жорсткою підвіскою, спортивними передніми сидіннями і кермом з підрульовими пелюстками, полегшеними алюмінієвими педалями, відповідними гальмами, а також переднім бампером у спортивному стилі. 

### Двигуни

#### Бензинові
- Infiniti M25 2495 см3 V6 24-клапанний (VQ25HR) 218 к.с. (163 кВт), 252 Нм при 4800 об/хв, 2011
- Infiniti M37 3696 см3 V6 24-клапанний VVEL (VQ37VHR) 330 к.с. (246 кВт), 366 Нм при 5200 об/хв, 2011
- Infiniti M56 5552 см3 V8 32-клапанний VVEL з безпосереднім уприскуванням (VK56VD) 420 к.с. (313 кВт), 565 Нм при 4400 об/хв, 2011
- Infiniti M35h 3498 см3 V6 24-клапанний (VQ35HR) 303 к.с. (226 кВт) при 6800 об/хв, 358 Нм при 4800 об/хв, 2012 -

#### Дизельний
- Infiniti M30d 2993 см3 V6 24-клапанний турбодизель (V9X) 240 к.с. (179 кВт), 550 Нм при 2500 об/хв, 2010 -

## Продажі
| Рік  | Продажі в США |
| ---- | ------------- |
| 2002 | 1,010         |
| 2003 | 4,755         |
| 2004 | 2,090         |
| 2005 | 24,000        |
| 2006 | 25,658        |
| 2007 | 21,884        |
| 2008 | 15,618        |
| 2009 | 8,501         |
| 2010 | 14,618        |
| 2011 | 10,818        |